# Грашовик
Грашовік (словац. Hrašovík) — село в окрузі Кошиці-околиця Кошицького краю Словаччини. Площа села 2,05 км². Станом на 31 грудня 2016 року в селі проживало 348 жителів.

## Історія
Перші згадки про село датуються 1270 роком.

## Населення
| Рік:            | 1994. | 2004.    | 2014.    | 2024. |
| --------------- | ----- | -------- | -------- | ----- |
| Кількість осіб: | 264   | 298      | 330      | 429   |
| Різниця:        |       | +12,87 % | +10,73 % | +30 % |

| Рік:            | 2023. | 2024.   |
| --------------- | ----- | ------- |
| Кількість осіб: | 418   | 429     |
| Різниця:        |       | +2,63 % |